# Chaînon Argentina
Le chaînon Argentina est un massif de montagnes de la chaîne Transantarctique. Il culmine au mont Spann, à 925 m d'altitude. Il est parfois rattaché à la chaîne Pensacola. Il est composé des collines Schneider et des collines Panzarini.